# Agnes Samaria
Agnes Maryna Samaria (Otjiwarongo, 11 agosto 1972) è un'ex mezzofondista namibiana.
Ha partecipato ai Giochi di Atene 2004 e di Pechino 2008, gareggiando nella specialità del mezzofondo. Nell'evento ateniese ha rappresentato il suo Paese, nella cerimonia di chiusura dei Giochi.